# Bán (méltóság)
A bánok a középkori Magyar Királyság különleges területi hatalommal felruházott tisztségviselői voltak. A középkori Horvátország és a Magyar Királyság déli határterületei, az úgynevezett bánságok felett a királyt helyettesítő széles jogkörrel rendelkeztek. Szélesebbel, mint a nádor, akinek az ő területük felett nem is volt hatásköre. Hadat is gyűjthettek veszély esetén előzetes királyi engedély nélkül, amit területüknek a központtól való távolsága indokolt. Területükön az ispánok nekik tartoztak engedelmességgel, nem a királynak. Nagy Károly közigazgatási rendszerében az őrgróf feleltethető meg nekik. A báni cím a középkori Magyar Királyság felbomlásával megszűnt, kivéve a horvát bán (horvátul hrvatski ban) tisztségét, amely egészen 1918-ig létezett.
A felsorolt jogok a középkori Erdélyt irányító erdélyi vajdára is ugyanúgy vonatkoztak, aki ezért fogalmilag szintén a bánok közé sorolható.

## Az elnevezés eredete
A bán szó Baján avar uralkodó nevéből származik, aki a 6. században a Kárpát-medencében rendezte be az Avar Birodalom központját.
A Horvát Fejedelemség idején tűnik fel, mint a fejedelemség részkormányzója, szinte társuralkodója. Bíborbanszületett Konstantin szerint a fejedelemség, akkor már királyság 14 zsupániája közül 11-et a király, 3-at a bán kormányzott. Mindez a valamikori avar–horvát etnikai különállás, különkormányzat tükröződése lehet a horvát fejedelemség területi kormányzatában.

## Báni címek
A magyar történelem során a következő bánságok és báni tisztségek fordultak elő.

### A mai Horvátország területén
Könyves Kálmán magyar uralkodót 1102-ben Horvátország és Dalmácia királyává koronázták Biogradban. Ezt követően 1105-ben egy hadjárat során elfoglalta Zárát, Trogirt, Splitet, valamint a Közép- és Észak-Dalmáciához tartozó főbb szigeteket. Az avar eredetű, Horvátországban is ismert báni különkormányzat intézményének az átültetése is Kálmán királyhoz köthető. A bánok feladata a tartomány: Szlavónia, Dalmácia és Horvátország kormányzata volt, amely elsősorban az igazságszolgáltatást, pénzügyigazgatást, a bíráskodást és a hadügyeket jelentette. A bánokat az 1210-es évekig elsősorban latin banus elnevezéssel illették, az 1210-es évek után megjelent a banus Sclavonie (Szlavónia bánja) kifejezés. Az 1220-as évektől kezdve egy újabb elnevezés, a banus totius Sclavonie (egész Szlavónia bánja) vált kizárólagossá. Az 1160-as évekig a bánok hatalma Horvátországra és Szlavóniára terjedt ki, majd azután, hogy III. Béla visszafoglalta Dalmáciát a Bizánci Birodalomtól, Szlavónia kormányzása is a bán hatáskörébe került. Ettől az időszaktól kezdve ad hoc jelleggel a szlavón bánok helyetteseket neveztek ki maguk helyett, akiket tengermelléki bánoknak neveztek, és Horvátország illetve Dalmácia kormányzata tartozott hozzájuk. A 13. század közepétől kezdve Szlavóniában is megjelent a bánnak egy helyettese, a vicebán. Volt arra is példa a 13. század végén, hogy Horvátország és Dalmácia kormányzata teljesen elvált Szlavóniától, ekkor saját horvát bán irányította ezt a két területet.
- Horvát bán
  - Horvát bánok listája
  - Horvát Királyság
- Szlavón bán
  - Szlavón bánok listája
  - Szlavón bánság

### A mai Bosznia területén
- boszniai bán → jajcai bán
- sói bán → szreberniki bán
- ozorai bán

### A mai Szerbia területén
- Macsói bán
  - Macsói bánok listája
  - Macsói bánság
- barancsi bán → nándorfehérvári bán
- kucsói bán

### A mai Románia területén
- Szörényi bán
  - Szörényi bánok listája
  - Szörényi bánság

(rövid ideig az erdélyi vajdát nevezték bánnak is)